# نیکولا دی سانزا
نیکولا دی سانزا (انگلیسی: Nicola Di Sanza؛ زادهٔ ۲۷ ژانویهٔ ۱۹۹۰) بازیکن فوتبال است.